# Kościół św. Wojciecha w Czerwieńsku
Kościół pw. św. Wojciecha w Czerwieńsku – rzymskokatolicki kościół parafialny w Czerwieńsku, w powiecie zielonogórskim, w województwie lubuskim. Należy do dekanatu Zielona Góra – Ducha Świętego. Mieści się przy ulicy księdza Ludwika Muchy.

## Historia
Świątynia została wybudowana w stylu neogotyckim w 1877 roku jako zbór protestancki. Uroczyście otwarta w dniu 13 grudnia 1877 roku. Wtedy to na wieży kościoła zabrzmiały po raz pierwszy dwa dzwony, które służą świątyni do dziś. Poświęcona jako kościół katolicki w dniu 22 grudnia 1945 roku.

## Architektura i wyposażenie
Budowla wybudowana z cegły. Jest to świątynia jednonawowa, z charakterystycznymi dla świątyń protestanckich emporami, zamknięta absydalnym półkolistym prezbiterium. Wnętrze kościoła barokowe, m.in. znajdują się w niej rzeźbienia ołtarza i ambona pochodzące ze starej budowli, rozebranej w styczniu 1877 roku. W ołtarzu głównym znajduje się obraz namalowany na płótnie przedstawiający ubiczowanie Chrystusa.